# Куп Мађарске у фудбалу 1942/43.
Куп Мађарске у фудбалу 1942/43. (мађ. 1942–1943-es magyar labdarúgókupa) је било 20. издање серије, на којој је екипа ФК Ференцвароша тријумфовала по 8. пут. 

## Четвртфинале
| 1. екипа       | Резултат | 2. екипа        |
| -------------- | -------- | --------------- |
| ФК Ујпешт      | 2 : 1    | ФК Сегедин АК   |
| ФК Ференцварош | 2 : 0    | Бекешчаба БСКРИ |
| Чепел МОВЕ СЕ  | 3 : 3    | Хатван ВШЕ      |
| ФК Шалготарјан | 7 : 2    | ФК Комарон      |

## Полуфинале
| 1. екипа       | Резултат | 2. екипа      |
| -------------- | -------- | ------------- |
| ФК Ференцварош | 4 : 1    | Чепел МОВЕ СЕ |
| ФК Шалготарјан | 2 : 1    | ФК Ујпешт     |

## Финале
| ФК Ференцварош                        | 3 : 0    | ФК Шалготарјан |
| ------------------------------------- | -------- | -------------- |
| Ђерђ Шароши 11’, 50’ · Бела Оноди 82’ | Извештај |                |